# واقعه عاشورای هرات
در بیستمین روز از ماه دلو سال ۱۳۸۴ خورشیدی مطابق با دهمین روز از ماه محرم، هنگامیکه شیعیان مشغول عزاداری در مناطق مختلف شهر هرات در غرب افغانستان بودند درگیری‌های شدیدی میان ساکنان سنی و شیعه مذهب هرات بوقوع پیوست که منجر به کشته و زخمی شدن ده‌ها تن گردید.
دولت افغانستان با ارسال هیئتی از کابل به سرپرستی اسماعیل خان تلاش کرد تا به این درگیری‌ها پایان بخشد.
این حادثه در میان مردم به حادثه عاشورای هرات موسوم شد

## وقوع حادثه
بر خلاف هر سال، شیعیان هرات در محرم سال ۱۳۸۴ با ایجاد کمپ‌های سیاه و دسته‌های متعدد عزاداری تقریباً در تمام مناطق شهر هرات پراکنده شدند و برنامه‌های عزاداری شان را به صورت گسترده تری به اجرا در آوردند.
اقلیت شیعه هرات که سال‌ها زیر سلطه طالبان نمی‌توانستند مراسم عزاداری را بطور علنی برگزار کنند به یکبارگی در مهم‌ترین مناطق شهر هرات هیئت‌ها و کمپ‌های عزاداری ایجاد کردند و به سینه زنی، زنجیر زنی و نوجه سرای پرداختند.
سنی‌های هرات نیز در حال برگزاری محفلی در مسجد جامع هرات بودند.
دسته‌های از عزاردان شیعه قصد داشتند وارد مسجد جامع هرات شوند که موجب مخالفت و شعار دادن عده‌ای از اهالی سنی حاضر در مسجد شد.
در همین لحظات گروهی با سربندهای سفید وارد مسجد جامع می‌شوند و ادعا می‌کنند که عده‌ای از جوانان اهل تشیع پرچمی را که در آن نام عمر فاروق خلیفه دوم مسلمانان سنی مذهب ذکر شده بود را آتش زده‌اند.
این ادعا موجب خشم حاضران در مسجد جامع می‌شود و سخنرانی‌ها و برنامه‌های عزاداری مسجد جامع نیمه تمام می‌ماند.
حاضران در مسجد جامع بزرگ هرات به یکبارگی مسجد را ترک و در خیابان‌های اطراف مسجد جامع شعارهای سر می‌دهند.

## حمله به مهدیه هرات
جمع دیگری از مردم نیز به شعاردهنده گان خشمگین می‌پیوندند و تجمعی شبیه به تظاهرات را تشکیل می‌دهند، آن‌ها از طرف مسجد جامع هرات سمت مهدیه هرات حرکت می‌کنند، جاییکه بیشترین عزاداران حسینی را در خود جای داده بود.
تظاهرات‌کننده گان خشمگین در میانه راه شیشه‌های همه وسایطی را که پرچم‌های سیاه رنگ بسته بودند را می‌شکنند.
در نزدیکی مهدیه هرات پولیس مجبور به شلیک هوایی می‌شود، اما لحظه به لحظه بر میزان تظاهرات‌کننده گان خشمگین اهل سنت افزوده می‌شد.
ساکنین خیابان‌های اطراف مهدیه هرات که اکثریتشان مسلمانان شیعه مذهب قوم هزاره در افغانستان بودند به دفاع از خودشان بر می‌خواستند که موجب وقوع درگیری شدید در این منطقه شد.
دو طرف به پرتاب بمب‌های دستی چندین تن از یکدیگر را کشتند یا زخمی‌کردند.
بیمارستان هرات مملو از زخمی‌های شد که بر اثر پرتاب بمب‌های دستی زخم برداشته بودند.
پس از تشدید درگیری‌ها، عده وارد ساختمان مهدیه هرات شدند و گوشه‌های از آن را به آتش کشیدند.

## گسترده تر شدن واقعه
تقریبا تظاهرات و درگیری، همه شهر را فرا گرفت سنی‌های خشمگین به شهر پراکنده شدند و همه هییت‌ها و کمپ‌های شیعیان را جمع‌آوری کردند یا آتش زدند.
عده‌ای از جوانان سنی مذهب بیمارستان هرات را تسخیر کردند و جز زخمی‌های اهل سنت، دیگران را اجازه نمی‌دانند.
عده‌ای از جوانان خشمگین سنی به مرکز تجارتی فروش اجزای وسایط نقلیه حمله می‌کنند، همه فروشنده گان این مارکت تجارتی را هزاره‌های شیعه مذهب هرات تشکیل می‌دادند.
ده‌ها دوکان در این مرکز آتش گرفتند و بعدها برآورد شد خسارات هنگفتی مالی بر آنان وارد گردیده و دولت افغانستان مجبور به پرداخت بخشی از این خسارات شد.
درگیری تا خوالی شام همچنان ادامه داشت - خبرگزاری بی بی سی شامگاه ۱۹ فبروری اعلان کرد که هفت تن در حوادث امروز هرات کشته و صد و شصت تن دیگر زحم برداشتند.
نیروهای امنیتی از اوایل شب وضعیت منع رفت و آمد اعلام کرده و به مدت ۴۸ ساعت تمام ورودی‌های شهر هرات را بسته و از رفت و آمد به شهر جلوگیری کردند.
همچنین از ورود ساکنین مناطق جبرئیل و سایر مناطق شیعه‌نشین به داخل شهر در روزهای جمعه و شنبه جلوگیری می‌شده‌است.
اما درگیری‌های پراکنده‌ای در روز جمعه یازدهم محرم نیز گزارش می‌شد.

## ارسال هیئت حقیقت یاب
در کابل، مقامات حکومتی هیئت حقیقت یابی را به سرپرستی محمد اسماعیل خان به هرات فرستادند.این هیئت مرکب از نماینده گان شیعه و سنی هرات در پارلمان افغانستان بود.
اسماعیل خان در یک کنفرانس مشترک خبری با سید حسین انوری، والی هرات گفت که تحقیقات آن‌ها به منظور ریشه یابی درگیری میان گروهی از سنی‌ها و شیعیان در هرات نشان میدهد که هیچ شواهدی مبنی بر اینکه این درگیری‌ها ناشی از «سازماندهی‌های قبلی» بوده باشد وجود ندارد.
اسماعیل خان، برخوردهای مسلحانه روز پنجشنبه در شهر هرات را 'تصادفی' و کار 'جوانان احساساتی' توصیف کرده‌است.